# Ступень (стратиграфическое подразделение)
Ступень — единица Общей стратиграфической шкалы, подчиненная звену и используемая для отложений четвертичной (возможно, неогеновой) системы. Выделяется на основании преимущественно климатостратиграфических критериев; объединяет комплексы пород, сформировавшиеся во время глобального (субглобального) похолодания или потепления климата. В средних широтах отвечает отдельному ледниковью или межледниковью, в тропическом поясе — крупному плювиалу или ариду, т.е. климатолиту.
В качестве стратотипа ступени принимается стратотип одного из наиболее характерных климатолитов.
Ступени обозначаются порядковыми номерами по их относительному положению (снизу вверх) в разрезе соответствующего звена. При этом нечетными цифрами обозначают ступени, отвечающие потеплениям, а четными — похолоданиям.